# Eduard Sachau
Eduard Carl Sachau (Neumünster, 20 luglio 1845 – Berlino, 17 settembre 1930) è stato un orientalista tedesco.

## Biografia
Nel corso dei suoi studi, il giovane Sachau divenne a diciannove anni, nel 1864, membro della Fratellanza Teutonica (Burschenschaft Teutonia) di Kiel. 
Divenne nel 1869, ad appena 24 anni, professore straordinario e tre anni dopo professore ordinario (1872) nell'Università di Vienna e, nel 1876 si trasferì a Berlino nella Humboldt-Universität zu Berlin (all'epoca  Friedrich-Wilhelms-Universität Berlin), in cui divenne nel 1887 Direttore del neo-costituito Seminario di Lingue Orientali (Seminar für Orientalische Sprachen).
Socio di diverse accademie scientifiche internazionali (tra cui la Royal Asiatic Society e la American Oriental Society), Sachau effettuò diversi viaggi di studio nel Vicino Oriente, di cui dà conto nel suo Reise in Syrien und Mesopotamien, pubblicato nel 1883.
Fu apprezzato semitista, esperto di siriaco e di altri dialetti aramaici. Dedicò la sua attenzione scientifica ad al-Biruni e redasse una traduzione del Kitāb al-Hind ("Libro sull'Hind", vale a dire sull'India), che descrive tra le altre cose i numerali indiani, basati sul sistema decimale, adottati dagli Arabi e trasmessi all'Occidente cristiano grazie all'opera di Leonardo Fibonacci.
Curò anche, coordinando l'azione di vari altri collaboratori, l'edizione delle al-Ṭabaqāt al-kubrā di Ibn Sa'd.

## Opere scelte
- "Three Aramaic Papyri from Elephantine, Egypt", in: Smithsonian Institution Annual Report (1907), pp. 605–611. [Traduzione e sintesi, su autorizzazione, dal "Drei Aramaeische Papyrusurkunden aus Elephantine" di Eduard Sachau, pubblicato negli Abhandlungen der koeniglichen preussischen Akademie der Wissenschaften per l'anno 1907.]
- Muhammedanisches Recht nach schafiitischer Lehre, Stoccarda, 1897. Legge islamica secondo la dottrina shafi'ita. Traduzione e spiegazione in tedesco di Mujtasar Abī Shujāʿ secondo Ibrāhīm al-Bājūrī con il testo arabo originale. (Digitalisat in Internet Archive).
- Generalverwaltung der Königlichen Museen zu Berlin, Aramäische Papyrus und Ostraka aus einer jüdischen Militär-Kolonie zu Elephantine. Altorientalische Sprachdenkmäler des 5. Jahrhunderts v. Chr., ed. Eduard Sachau, Tavole, Hinrichs´sche Buchhandlung, 1911. Questo lavoro contiene solo immagini fotomeccaniche dei Berliner Papyri di Elefantina.
- Die Chronik von Arbela, Berlino, 1915 (Digitalizzato dalle Università e dalla Biblioteca del Land Sachsen-Anhalt, Halle).
- Arabische Erzählungen aus der Zeit der Kalifen, Monaco, Hyperion, 1920. Digitalisat in Internet Archive